# Wawona Hotel
Le Wawona Hotel est un hôtel américain situé à Wawona, dans le comté de Mariposa, en Californie. Protégé au sein du parc national de Yosemite, il est géré par Aramark.
Construit en 1876, le bâtiment principal est une propriété contributrice au district historique dit « The Wawona Hotel and Studio » depuis la création de ce dernier le 1er octobre 1975. Pendant quelques mois après mars 2016, l'établissement s'est appelé Big Trees Lodge.